# Hyposidra siccifolia
Hyposidra siccifolia är en fjärilsart som beskrevs av W. Warren 1897. Hyposidra siccifolia ingår i släktet Hyposidra och familjen mätare. Inga underarter finns listade i Catalogue of Life.